# セシューズ・ハイシリーズ
『セシューズ・ハイシリーズ』は、天祢涼による日本の推理小説のシリーズ。

## 概要
「都知事探偵」は2014年の「本格ミステリ・ベスト10」で12位、「黄金の本格ミステリー」の選出作品に選ばれた

## ストーリー概要
国会議員の漆原翔太郎（2作目では東京都知事に当選）と秘書の雲井進のコンビが事件に挑むミステリー

## 主な登場人物
雲井進
議員時代そして、都知事となった後も翔太郎の秘書を務める。いつも翔太郎に振り回されている。なお、シリーズのタイトルは漆原翔太郎だが、主人公は彼である。
漆原翔太郎
父の後をついで国会議員になった後、都知事に立候補して当選する。おバカなのか、天才なのかわからない人間でいつも秘書の雲井を振り回す。

## シリーズ一覧
- セシューズ・ハイ 議員探偵・漆原翔太郎（2013年1月 講談社）
  - 【改題】議員探偵・漆原翔太郎 セシューズ・ハイ（2017年4月 講談社文庫）
    - 収録作品：公園 / 勲章 / 選挙 / 取材 / 辞職
- 都知事探偵・漆原翔太郎 セシューズ・ハイ（2014年9月 講談社）
  - 都知事探偵・漆原翔太郎 セシューズ・ハイ（2017年5月 講談社）
  - 収録作品：出馬 / 襲撃 / 馬鹿 / 外交 / 辞職

| スタブアイコン | サブスタブ | この項目は、まだ閲覧者の調べものの参照としては役立たない、文学に関連した書きかけの項目です。この項目を加筆・訂正などしてくださる協力者を求めています（P:文学、PJ:ライトノベル）。項目が小説家・作家の場合には{Writer-substub}を、文学作品以外の本・雑誌の場合には{Book-substub}を貼り付けてください。 |